# Rengsjö Sportklubb
O Rengsjö SK é um clube de futebol da Suécia. Sua sede fica localizada em Rengsjö.